# Sopwith Dolphin
A Sopwith Dolphin első világháborús kétfedeles brit vadászrepülőgép. A nyugati fronton szolgált 1918.-ban. Habár jól teljesített, a háború után kivonták a szolgálatból.

## Tervezése és fejlesztése

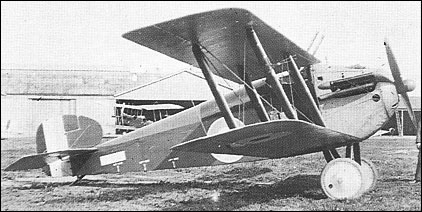
A Sopwith Dolphin harmadik prototípusa

1917. elején a Sopwith Aviation Company főmérnöke, Herbert Smith elkezdett tervezni egy új vadászrepülőgépet, amit egy 200 lóerős Hispano-Suiza 8B motor hajtott volna. A kapott gép egy együléses biplán lett. A felső szárny a pilótafülke fölött , az alsó pedig 30 centivel előrébb helyezkedett el, ez adta a Dolphin jellegzetes negatív szárnyát. A pilóta a felső szárnyon elhelyezett kereten át látott ki. Ez a kezdő pilótáknak nehézséget okozott, mert a gép orrát nem lehetett látni a pilótafülkéből. Mindazonáltal maga a pilótafülke meleg és kényelmes volt, részben a két oldalt elhelyezett radiátorok csöveitől.
A Dolphin első prototípusa egy 150 lóerős Hispano-Suiza 8 motorral volt felszerelve. Első repülése 1917. május 23.-án történt, a tesztpilóta Harry Hawker volt. Június elején a prototípust elküldték kivizsgálásra. Több pilóta, köztük Billy Bishop is értékelte a gépet és kedvezően jelentett róla. 1917. június 28.-án 200 Dolphin-t rendeltek a Hooper & Co.-tól. Később további 500-at rendeltek a Sopwith-tól és még 200-at a Darracq Motor Engineering Co.-tól.
A második prototípusban javították a pilóta lefelé irányuló kilátását és a radiátorokat is áthelyezték. Ez utóbbi a funkció kimaradt a későbbi változatokból. A harmadik és negyedik változaton számos változtatást vezettek be. A negyedik prototípus lett a mérvadó a gyártások során. A sorozatgyártás 1917.-ben kezdődött el és az év végéig 121 gépet szállítottak le.

## A Dolphin „a Nagy Háború” alatt

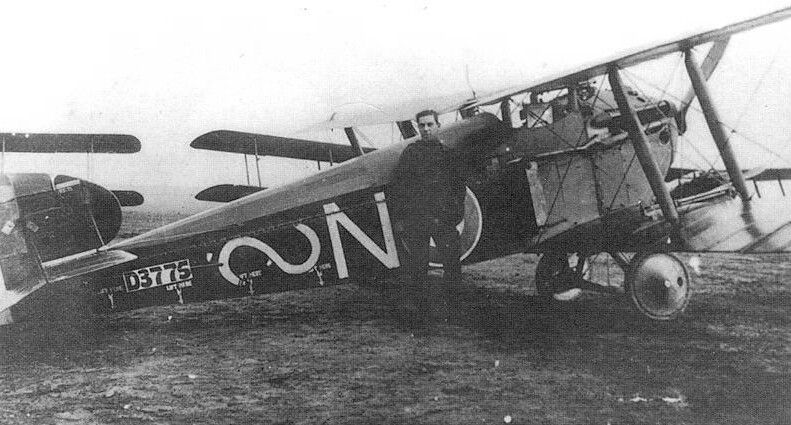
A 87. század egyik "Delfine"

A Sopwith Dolphin először 1918 februárjában a 19. és a 79. századnál lépett szolgálatba, majd ezeket a 23. és a 87. század követte. Az első hetekben több gépet is megtámadtak brit és belga vadászok, mert összetévesztették őket a német gépekkel. Ebből kifolyólag a Dolphin-ok pilótái az első pár hét során sokkal óvatosabbak voltak az antant gépekkel szemben.
A pilóták hangot adtak azon aggodalmuknak, hogy a Dolphin szárnyának elrendezése súlyos sérüléseket okozhat a gépben baleset során. Később bebizonyosodott, hogy ezek a félelmek alaptalanok.
A kezdeti problémák ellenére a Dolphin sikeresnek bizonyult és a pilóták körében is népszerűségnek örvendett. A gép gyors, mozgékony és könnyen irányítható volt. A Hispano-Suiza motor kiváló teljesítményt nyújtott nagy magasságokban a Dolphin számára, viszont itt nem jutott elég oxigén a pilóták számára. Ennek ellensúlyozására oxigén tartályokat próbáltak szerelni a gépekbe, de ezt később elvetették, mert a vizsgálatok azt mutatták, hogy találatok során a tartályok felrobbannak.
A legeredményesebb Dolphin egység a 87. század volt: 89 gépet lőttek le. A 79. század pilótái 64 ellenséges gépet lőttek le. A két legeredményesebb ász is ebből a századból került ki: az amerikai Francis W. Gillet 20 győzelemmel és az új-zélandi Ronald Bannerman 17 győzelemmel. A harmadik ász Arthur Vigers volt a 87. századból 14 légi győzelemmel.
A Sopwith Dolphin-t négy angol század használta elsődlegesen, a többi csak kis számban rendelkezet velük. Ezen kívül a kanadai 1. század is rendelkezett a típussal és az amerikaiak is vásároltak 1918 októberében öt gépet, amiből négyet hazaküldtek.

## A háború után

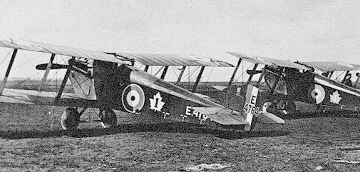
A kanadai 1. század Dolphin gépei 1918 decemberében

A Sopwith Dolphin-t a háború után hamar kivonták a szolgálatból. Először a 19. és a 87. századot szerelték le 1919 februárjában, majd ezeket követte márciusban a 23. század. Az utolsó működő század a 79. volt, ami a németországi Bickendorfban szolgált a megszálló hadsereg részeként. Az egységet 1919 júliusában szerelték le. 1921. szeptember 1.-jén a Dolphin-t hivatalosan is elavultnak nyilvánították.
A kanadai 1. századot 1920. január 28.-án oszlatták fel. Csak kevés gépet küldtek vissza Kanadába.
A Lengyel Légierő 10 Dolphin-t használt a lengyel–szovjet háború során. 1920. augusztusától főleg földi támadásokban vettek részt, majd alkatrészhiányra hivatkozva kivonták őket.
1920 októberében a lengyelek két Sopwith Dolphin gépet adtak az Ukrán Légierőnek a szovjetek ellen. 1921 februárjában mindkét gépet visszaküldték Lengyelországba.

## Változatok

### Dolphin Mk I
A fő gyártási verzió. Fogaskerekes 200 LE (149 kW) Hispano-Suiza 8B motorral szerelték fel. Ezen típus motorja könnyen meghibásodott

### Dolphin Mk II
A Franciaországban licencelt típus. Közvetlen meghajtású 300 LE (224 kW) Hispano-Suiza 8F motorral szerelték fel

### Dolphin Mk III
Közvetlen meghajtású 200 lóerős (149 kW) Hispano-Suiza 8B motorral szerelték fel

## Fordítás
- Ez a szócikk részben vagy egészben  a   Sopwith Dolphin című angol Wikipédia-szócikk fordításán alapul.  Az eredeti cikk szerkesztőit annak laptörténete sorolja fel. Ez a jelzés csupán a megfogalmazás eredetét és a szerzői jogokat jelzi, nem szolgál a cikkben szereplő információk forrásmegjelöléseként.